# Buriat
|  | Per a altres significats, vegeu «buriats». |

El buriat és una llengua mongòlica parlada per unes 500.000 persones a la república de Buriàtia i els districtes autònoms d'Aga Buriàtia i Ust-Orda Buriàtia (Federació Russa), la Xina i Mongòlia. S'escriu amb caràcters ciríl·lics. Els buriats en general practiquen el budisme lamaista o a religions tradicionals siberianes. El buriat es caracteritza per: una gramàtica d'estructura aglutinant, vocals subjectes a l'harmonia vocàlica (curtes i llargues) i un vocabulari ric i distintiu.

## Divisió dialectal
En ISO 639-3 és considerada una macrollengua formada per les llengües menors:
- Buriat xinès (65.000 parlants segons Ethnologue ).
- Buriat mongol (64.900[1]).
- Buriat rus (318.000[2]).

Buryat kheleng és la llengua oficial de Buriàtia a Rússia.
D'altres, però, consideren que es divideix en quatre dialectes:
- Bargu-buriat, parlat al NO de Manxúria, als marges del riu Hailar, a la frontera russo-xinesa (Heilongjiang)
- Khori-buriat, parlat al N i E de Buriàtia. Serveix de base a la llengua literària.
- Buriat de Selenga, als marges del riu Selenga i sud del Baikal. Té dos subdialectes, sartūl i tongōl.
- Buriat Occidental, parlat a l'Oest del llac Baikal i als voltants d'Irkutsk, que se subdivideix en tres dialectes:
  - Ekhirit-bulgat
  - Unga buryat
  - Buriat de Nikhne-Udinsk, entre el llac Baikal i Krasnoiarsk.